# 和硕特
和碩特（卫拉特托忒文：ᡍᡆᠱᡇᡇᡑ，旧作 ；也译霍碩特）是衛拉特蒙古四部之一，是成吉思汗的兄弟合撒兒之後。原居乌鲁木齐一带，明朝末年迁徙游牧于安多地區，曾建立统治青藏高原的和硕特汗国。
合撒兒的七世孫“阿克薩噶勒代”有兩子，阿魯克特穆爾為科爾沁部始祖，居於今內蒙古東部。次子“烏魯克特穆爾”居兀良哈三卫地區，與蒙古本部（韃靼）的呼倫貝爾毗連。瓦剌脫歡太師統一四十四萬蒙古後，烏魯克特穆爾率部西遷並加入衛拉特聯盟，脫歡稱他们為和碩特，意为“先遣部队”，因此得名。後随衛拉特聯盟征戰，他們最遠侵襲至阿姆河流域的希瓦汗國。
此部有兩人十分著名，咱雅班第達與固始汗。從固始汗入藏到拉藏汗死前，和硕特人是西藏格魯派的保護者與西藏甘丹颇章政权的實際管理者，直到清朝征服西藏并设駐藏大臣為止。他们也主导了清朝前期的青海蒙古，在罗卜藏丹津反清变乱后，青海蒙古被分为二十九旗，和硕特不再占统治地位。到了1949年，青海的和硕特人口只有二千。另外，清代还有新和硕特部和中路和碩特部，分布於科布多和新疆北部，现代蒙古国布尔干省与内蒙古阿拉善盟也有他们。

## 历任首领
| 世代   | 姓名               | 年份           | 备注                 |
| ------ | ------------------ | -------------- | -------------------- |
| 第一代 | 博贝密尔咱         | 16世纪后半叶   |                      |
| 第二代 | 哈尼诺颜洪果尔     | ？－1585年     | 博贝密尔咱之子       |
| 第三代 | 拜巴噶斯           | 1585年－1640年 | 哈尼诺颜洪果尔的次子 |
| 第三代 | 昆都伦乌巴什       | 1640年－1644年 | 哈尼诺颜洪果尔的三子 |
| 第四代 | 鄂齐尔图汗         | 1644年—1676年  | 拜巴噶斯之子         |
| 第三代 | 固始汗圖魯拜琥     | 1642年－1655年 | 哈尼诺颜洪果尔的四子 |
| 第四代 | 鄂齊爾汗達延       | 1655年－1668年 | 固始汗的長子         |
| 第四代 | 达什巴图尔         | 1668年－1671年 | 固始汗的第十子       |
| 第五代 | 貫綽克達賴汗朋素克 | 1671年－1701年 | 達延鄂齊爾汗的長子   |
| 第六代 | 拉藏汗             | 1703年－1717年 | 達賴汗朋素克之子     |
| 第五代 | 罗卜藏丹津         | 1723年－1724年 | 达什巴图尔之子       |

## 延伸阅读
[在维基数据编辑]
 《清史稿·卷523》，出自趙爾巽《清史稿》